# حمله به بانک مرکزی
حمله به بانک مرکزی (به اسپانیایی: Asalto al Banco Central) که با نامِ بانک تحت محاصره (به انگلیسی: Bank Under Siege) هم شناخته می‌شود، یک مجموعهٔ تلویزیونی جنایی مهیج به کارگردانی دانیل کالپارسورو است که در سال ۲۰۲۴ منتشر شد. این فیلم روایتی از ماجرای تهاجم ۱۱ سارق به بانک مرکزی بارسلون است که طی آن بیش از ۲۰۰ گروگان را گرفتند و خواستار آزادی ژنرال کودتاگر آنتونیو تخرو و سه نفر از همدستانش شدند.

## گزیدهٔ بازیگران
- میگل اران[۶]
- ماریا پدراسا[۷]
- هویک کوچکریان[۷]
- ایساک فریس[۷]
- پاتریسیا بیکو[۷]
- روبرتو انریکس[۷]
- تیتو والورده[۷]
- فرناندو کایو[۷]
- روبرتو آلامو[۷]
- خوان خوزه بایستا[۵]